# Wahlkreis Gotha I
Der Wahlkreis Gotha I (Wahlkreis 14) ist ein Landtagswahlkreis in Thüringen.
Er umfasst vom Landkreis Gotha die Gemeinden Bad Tabarz, Emleben, Friedrichroda, Georgenthal, Herrenhof, Luisenthal, Ohrdruf, Tambach-Dietharz/Thür. Wald und Waltershausen.

## Landtagswahl 2024
Die Landtagswahl fand am 1. September 2024 statt. Folgende Kandidaten wurden vom Wahlausschuss des Landkreises Gotha zugelassen:
| Gegenstand der Nachweisung | Gegenstand der Nachweisung | Erst- stimmen | Erst- stimmen | Zweit- stimmen | Zweit- stimmen |
| Bewerber                   | Partei                     | Anzahl        | %             | Anzahl         | %              |
| -------------------------- | -------------------------- | ------------- | ------------- | -------------- | -------------- |
| Wahlberechtigte            | Wahlberechtigte            | 36.909        | 36.909        | 36.909         | 36.909         |
| Wähler                     | Wähler                     | 26.945        | 26.945        | 26.945         | 73,0           |
| Ungültige Stimmen          | Ungültige Stimmen          | 452           | 1,7           | 279            | 1,0            |
| Gültige Stimmen            | Gültige Stimmen            | 26.493        | 98,3          | 26.666         | 99,0           |
| davon                      |                            |               |               |                |                |
| Sascha Bilay               | DIE LINKE                  | 2.365         | 8,9           | 3.131          | 11,7           |
| Marcel Kramer              | AfD                        | 9.876         | 37,3          | 9.529          | 35,7           |
| Michael Brychcy            | CDU                        | 9.774         | 36,9          | 6.059          | 22,7           |
| Georg Maier                | SPD                        | 3.222         | 12,2          | 2.084          | 7,8            |
|                            | GRÜNE                      |               |               | 365            | 1,4            |
| Christian Döbel            | FDP                        | 477           | 1,8           | 257            | 1,0            |
|                            | TIERSCHUTZ hier!           |               |               | 301            | 1,1            |
|                            | ÖDP / Familie ..           | 29            | 0,1           |                |                |
|                            | PIRATEN                    | 53            | 0,2           |                |                |
|                            | MLPD                       | 21            | 0,1           |                |                |
|                            | BÜNDNIS DEUTSCHLAND        | 118           | 0,4           |                |                |
|                            | BSW                        | 4.190         | 15,7          |                |                |
|                            | FAMILIE                    | 133           | 0,5           |                |                |
| Maik Deckert               | FREIE WÄHLER               | 779           | 2,9           | 280            | 1,1            |
|                            | WU                         |               |               | 116            | 0,4            |

## Landtagswahl 2019
Die Landtagswahl fand am 27. Oktober 2019 statt. 
| Direktkandidat        | Partei                                                   | Wahlkreisstimmen in % | Landesstimmen in % |
| --------------------- | -------------------------------------------------------- | --------------------- | ------------------ |
| Hans-Georg Creutzburg | CDU                                                      | 24,1                  | 20,5               |
| Kristin Linde         | DIE LINKE                                                | 20,7                  | 31,1               |
| Georg Maier           | SPD                                                      | 21,2                  | 11,2               |
| Birger Gröning        | AfD (bis März 2022) BfTh (von Juni 2022 bis Januar 2023) | 24,5                  | 24,2               |
| Steffen Fuchs         | GRÜNE                                                    | 4,8                   | 3,6                |
| –                     | NPD                                                      | –                     | 0,5                |
| Christian Döbel       | FDP                                                      | 4,3                   | 4,4                |
| –                     | PIRATEN                                                  | –                     | 0,3                |
| –                     | Die PARTEI                                               | –                     | 1,0                |
| –                     | KPD                                                      | –                     | 0,1                |
| –                     | TIERSCHUTZ hier!                                         | –                     | 1,2                |
| –                     | BGE                                                      | –                     | 0,2                |
| –                     | DIE DIREKTE!                                             | –                     | 0,2                |
| –                     | Blaue #Team Petry Thüringen                              | –                     | 0,1                |
| –                     | Graue Panther                                            | –                     | 0,6                |
| René Hessenmüller     | MLPD                                                     | 0,4                   | 0,3                |
| –                     | ÖDP                                                      | –                     | 0,3                |
| –                     | Gesundheitsforschung                                     | –                     | 0,4                |

## Landtagswahl 2014
Die Landtagswahl in Thüringen 2014 erbrachte folgendes Wahlkreisergebnis:
| Name                              | Partei    | Anteil der Erststimmen |
| --------------------------------- | --------- | ---------------------- |
| Jürgen Reinholz                   | CDU       | 38,0 %                 |
| Monika Döllstedt                  | DIE LINKE | 26,4 %                 |
| Werner Pidde                      | SPD       | 25,6 %                 |
| Karsten Höhn                      | NPD       | 6,1 %                  |
| Christian Döbel                   | FDP       | 3,9 %                  |
| Wahlberechtigte: 40.994 Einwohner |           |                        |
| Wahlbeteiligung: 52,8 %           |           |                        |

## Landtagswahl 2009
Bei der Landtagswahl in Thüringen 2009 traten folgende Kandidaten an:
| Name                              | Partei    | Anteil der Erststimmen |
| --------------------------------- | --------- | ---------------------- |
| Jürgen Reinholz                   | CDU       | 34,5 %                 |
| Monika Döllstedt                  | Die Linke | 21,4 %                 |
| Werner Pidde                      | SPD       | 27,6 %                 |
| Albrecht Loth                     | GRÜNE     | 4,7 %                  |
| Jens Panse                        | FDP       | 6,3 %                  |
| Mario Lehner                      | NPD       | 5,6 %                  |
| Wahlberechtigte: 43.421 Einwohner |           |                        |
| Wahlbeteiligung: 57,0 %           |           |                        |

## Landtagswahl 2004
Bei der Landtagswahl in Thüringen 2004 traten folgende Kandidaten an:
| Name                              | Partei | Anteil der Erststimmen |
| --------------------------------- | ------ | ---------------------- |
| Jürgen Reinholz                   | CDU    | 49,8 %                 |
| Monika Döllstedt                  | PDS    | 27,1 %                 |
| Werner Pidde                      | SPD    | 23,1 %                 |
| Wahlberechtigte: 44.528 Einwohner |        |                        |
| Wahlbeteiligung: 56,0 %           |        |                        |

## Landtagswahl 1999
Bei der Landtagswahl in Thüringen 1999 traten folgende Kandidaten an:
| Name                              | Partei | Anteil der Erststimmen |
| --------------------------------- | ------ | ---------------------- |
| Franz Schuster                    | CDU    | 48,4 %                 |
| Werner Pidde                      | SPD    | 25,4 %                 |
| Herbert Seifarth                  | PDS    | 14,5 %                 |
| Detlef Suhr                       | REP    | 2,4 %                  |
| Christina Jähnen                  | FDP    | 1,50 %                 |
| Wahlberechtigte: 44.622 Einwohner |        |                        |
| Wahlbeteiligung: 62,8 %           |        |                        |

## Bisherige Abgeordnete
Direkt gewählte Abgeordnete des Wahlkreises Gotha I waren:
| Jahr | Name            | Partei | Anteil der Erststimmen, |
| ---- | --------------- | ------ | ----------------------- |
| 2019 | Birger Gröning  | AfD    | 24,5 %                  |
| 2014 | Jürgen Reinholz | CDU    | 38,0 %                  |
| 2009 | Jürgen Reinholz | CDU    | 34,5 %                  |
| 2004 | Jürgen Reinholz | CDU    | 49,8 %                  |
| 1999 | Franz Schuster  | CDU    | 48,4 %                  |
| 1994 | Franz Schuster  | CDU    | 47,1 %                  |